# Warren L. Wagner
Warren Lambert Wagner (* 8. Februar 1950 in Las Cruces, New Mexico) ist ein US-amerikanischer Botaniker. Sein offizielles botanisches Autorenkürzel lautet „W.L.Wagner“.  

## Leben
1973 erlangte Wagner den Bachelor of Science in Biologie an der University of New Mexico. 1977 graduierte er zum Master of Science in Biologie. 1981 promovierte er mit der Dissertation A systematic and evolutionary study of the Oenothera caespitosa species group, Onagraceae zum Ph.D. an der Washington University in St. Louis. Die Forschungsarbeit zu dieser Studie fand unter der Federführung des Botanikers Peter H. Raven, dem langjährigen Direktor des Missouri Botanical Garden, statt. Von 1981 bis 1982 war Wagner als Postdoktorand am Missouri Botanical Garden tätig. Von 1982 bis 1988 arbeitete er am Bernice P. Bishop Museum. Von 1983 bis 1988 forschte er am Lyon Arboretum. 
Ab 1988 arbeitete Wagner am Institut für Botanik des National Museum of Natural History der Smithsonian Institution. Ferner forschte er am National Tropical Botanical Garden. Seit 1992 ist er Vertretungsprofessor an der Duke University. Wagners Forschungsschwerpunkte sind die Systematik, die Biogeografie, die Floristik und die Evolutionsmuster verschiedener Gruppen von Samenpflanzen. Sein besonderes Interesse gilt der Inselflora des Pazifischen Ozeans und der Familie der Nachtkerzengewächse (Onagraceae), zu denen er 2007 eine Revision veröffentlichte.
Wagner verwendet morphologische und molekulare Daten für seine Untersuchungen im Bereich der Biodiversität und der Populationsbiologie. Ferner erforscht er die phylogenetischen Beziehungen und die vegetationsgeographischen Muster von Pflanzengruppen. Hierbei arbeitet Wagner häufig mit anderen Wissenschaftlern, darunter Harold Ernest Robinson, Peter Raven, Peter C. Hoch und Derral R. Herbst, zusammen. Wagner betrieb intensive botanische Feldstudien in Kanada, den Hawaii-Inseln, in Mexiko, den Marquesas, in Taiwan und in den Vereinigten Staaten.
Wagner beschrieb als Autor oder Co-Autor über 200 verschiedene Pflanzentaxa. Seine wissenschaftlichen Artikel erschienen in diversen Journalen, darunter in Adansonia, in den Annals of the Missouri Botanical Garden, im American Journal of Botany, in Biochemical Systematics and Ecology, im Botanical Journal of the Linnean Society, Brittonia, Novon, im International Journal of Plant Sciences, in Systematic Botany und in Taxon. Daneben schrieb Wagner Beiträge für das Projekt Flora of China.
1988 erschien das Werk Indexed Bibliography on the flowering plants of Hawaiʻi, das Wagner in Zusammenarbeit mit Susan W. Mill, Donald P. Gowing und Derral R. Herbst verfasste. 1990 veröffentlichte er  mit Dawn Frame, Derral R. Herbst und Seymour H. Sohmer das zweibändige Werk Manual of the Flowering Plants of Hawaii, ein Standardwerk, in dem alle zur damaligen Zeit bekannten Samenpflanzen der Hawaii-Inseln aufgeführt sind. 1999 erschien eine überarbeitete zweite Auflage. 1995 war er gemeinsam mit Victoria A. Funk Herausgeber des Werkes Hawaiian Biogeography: Evolution on a hot spot archipelago.
Wagner ist Mitglied in diversen Organisationen, darunter in der American Society of Plant Taxonomists, in der Botanical Society of America und in der International Association for Plant Taxonomy.

## Auszeichnungen
1992 wurde Wagners Werk Manual of the Flowering Plants of Hawaii mit dem Allan Gleason Award des New York Botanical Garden ausgezeichnet. 1993 erhielt er für dieselbe Publikation die Engler-Medaille in Silber der International Association for Plant Taxonomy. 1995 erhielt Wagner den Robert Allerton Award des National Tropical Botanical Garden für seine Verdienste auf dem Gebiet der Tropenbotanik und der Hortikultur. 2008 wurde er für seine botanischen Verdienste mit dem Merit Award der Botanical Society of America gewürdigt.